# Romuald

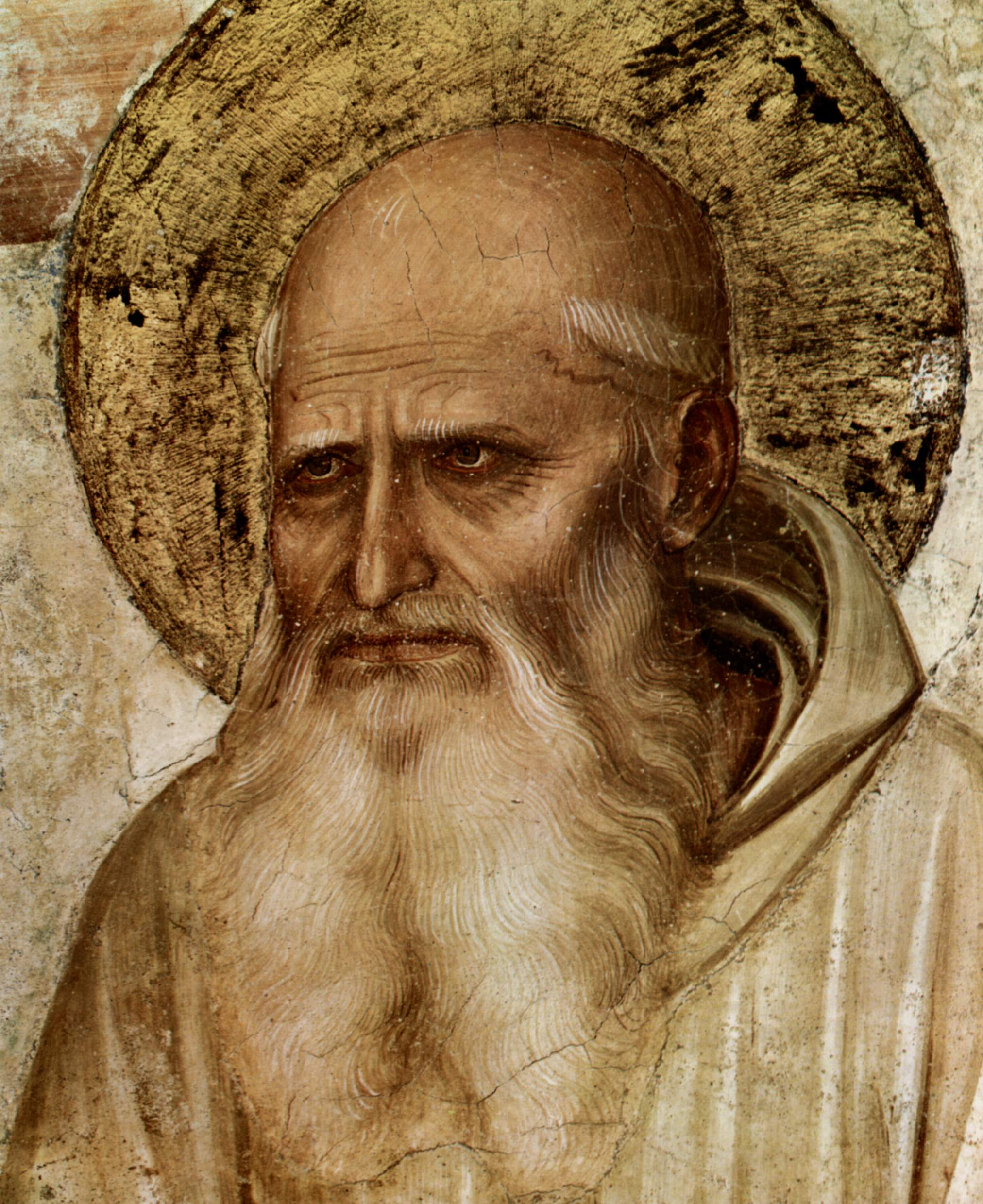
Romuald auf einem Fresko von Fra Angelico von 1441/1442, im Konvent von San Marco in Florenz

Romuald (* um 952 in Ravenna; † 19. Juni 1027 in Val di Castro) war ein Heiliger und Ordensgründer der Kamaldulenser.

## Leben
Romuald wurde um 952 in Ravenna als Sohn einer adligen Familie geboren und führte bis zu seinem 20. Lebensjahr ein unbeständiges Leben. Als er erleben musste, wie sein Vater einen Verwandten im Streit tötete, stellte dies einen Wendepunkt in Romualds Leben dar. Er zog sich zunächst für 40 Tage in das Benediktinerkloster Sant’Apollinare in Classe in der Nähe von Ravenna zurück. Im Jahre 972 trat er – der Legende nach aufgrund einer nächtlichen Erscheinung des hl. Apollinaris – dem Orden bei und wurde Mönch. Die Observanz in Sant’Apollinare, das erst wenige Jahre zuvor von Maiolus reformiert worden war, war Romuald nicht strikt genug. Er erregte die Missbilligung der anderen Mönche, weil er sich für ein strengeres Klosterleben einsetzte. Dies führte dazu, dass er nach drei Jahren aus dem Kloster austrat und sich einem Einsiedler namens Marinus in einer Einöde nahe Venedig anschloss. Für einige Zeit lebte er in einer Grotte (sie heißt heute „Grotta di Romualdo“) am Limski-Kanal in der Nähe von Parenzo (dem heutigen Poreč) im venezianischen Istrien. 978 floh er mit dem Dogen von Venedig Pietro Orseolo in das französische Cuxá in den Pyrenäen, wo sie eine Eremitengemeinschaft gründeten.
Nach dem Tod Orseolos kehrte Romuald nach Italien zurück, nachdem man ihm das Amt des Abtes von Sant’Apollinare angetragen hatte. Dieses Amt bekleidete er jedoch nur ein Jahr, gab es wieder auf und lebte daraufhin wieder als wandernder Anachoret. Seit 999 gründete und reformierte Romuald viele Klöster. Endgültig sesshaft wurde Romuald schließlich in Camaldoli im Casentino-Tal nördlich von Bibbiena, wo er 1010 seine bekannteste Klosterstiftung vornahm: das Kloster Monte di Camaldoli. In dieser Klosterneugründung verband er Elemente des alten ägyptischen Einsiedlertums mit der Ordensregel Benedikts. Daraus ging schließlich der Kamaldulenserorden hervor, der sich durch strenge Regeln auszeichnete. So lebten die Mönche zwar als Gemeinschaft in einzelnen Zellen zusammen, übten sich allerdings in andauerndem Schweigen und Fasten.
Romuald starb am 19. Juni 1027 in Val di Castro in einer abgeschiedenen Klause, in die er sich zurückgezogen hatte, als er den Tod nahen fühlte. Seine Reliquien werden in einem Marmorschrein in der Kirche Ss. Biagio e Romualdo in Fabriano aufbewahrt.
Romuald wurde schon bald nach seinem Tod als Heiliger verehrt und im Jahre 1032 heiliggesprochen.
In künstlerischen Darstellungen wird Romuald als Einsiedler oder im weißen Kamaldulenserhabit, mit Himmelsleiter, Buch und Totenschädel, gezeigt.

## Gedenktag
- 19. Juni